# Västervik
Västervik − miasto i siedziba gminy Västervik w regionie Kalmar, leżące na wschodnim wybrzeżu Szwecji.
Po zamknięciu fabryki Electroluxa w mieście rozwija się turystyka i przemysł związany ze sportami wodnymi.

## Turystyka i atrakcje
Co roku w lecie w ruinach zamku odbywa się Festiwal Muzyki Ludowej. W XVIII-wiecznym budynku Wimmerströmska gården zgromadzone są bibeloty i antyki (ponad 6 tys.), takie jak ceramika, meble, porcelana oraz wyroby rzemieślnicze.

## Sport
W mieście funkcjonują klub żużlowy Västervik Speedway i klub hokeja na lodzie Västerviks IK.

## Linki zewnętrzne

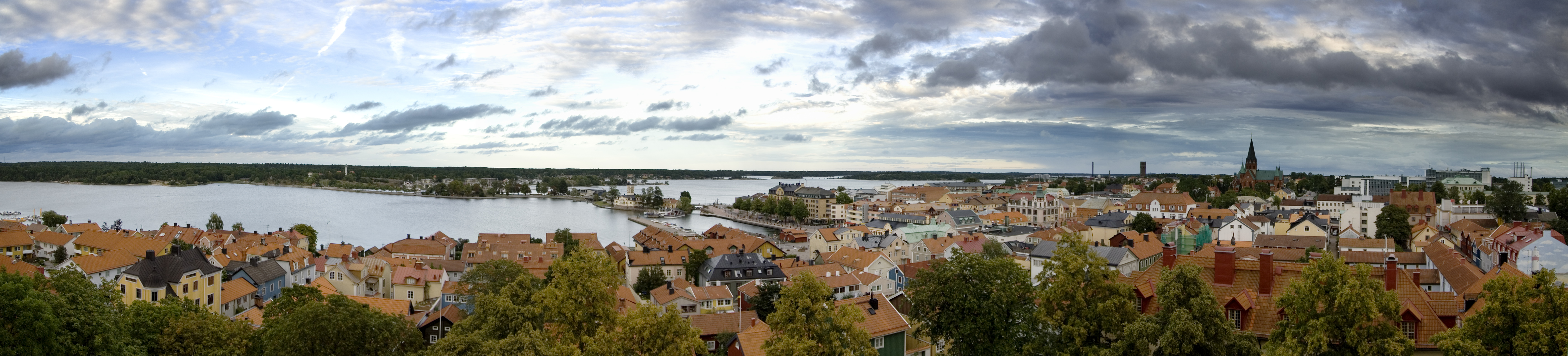
Panorama miasta

## Ludzie związani z miastem
- Ellen Key
- Björn Ulvaeus
- Alice Babs
- Gösta Bernard
- Stefan Edberg